# Gaspare Palmeri
Gaspare Palmeri (Castellammare del Golfo, 30 marzo 1930 – Monreale, 18 giugno 1991) è stato un agente del corpo forestale della Regione siciliana, vittima innocente di Cosa nostra.

## Biografia
Gaspare Palmeri nasce a Castellammare del Golfo, cittadina marinara in provincia di Trapani, il 30 marzo 1930. Primogenito di Filippo Palmeri e Paola Chiarenza ebbe tre fratelli: Rosario, Angela e Maria.
Nel novembre del 1955 sposa Anna Badamo da cui avrà due figli: Filippo e Giovanni. Nello stesso anno inizia a prestare servizio presso il corpo forestale della Regione siciliana con l’incarico di sorvegliante, mentre nell’ottobre del 1989 diventa agente tecnico.
Il 18 giugno del 1991 si trova coinvolto in un attentato di stampo mafioso dove perde la vita, lasciando prematuramente moglie e figli. I funerali si sono svolti il 20 giugno 1991 presso la chiesa di Sant’Antonio di Padova a Castellammare del Golfo.

## Omicidio
Il pomeriggio del 18 giugno 1991 Gaspare Palmeri, agente tecnico del corpo forestale della Regione Siciliana, assieme al collega di Castellammare del Golfo Antonino Mercadante si dirigeva verso Alcamo a bordo della sua Fiat 127 dove aveva appuntamento con un gruppo di colleghi. L'appuntamento precedeva il viaggio verso Ficuzza, un luogo poco distante da Corleone dove assistere ad una partita di calcetto nella quale giocava la squadra di cui era presidente un dirigente del corpo forestale di Trapani.
Raggiunta Alcamo, il gruppo si riunisce nella piazza principale e subito si mette in viaggio verso Ficuzza sulla nuova Golf di Stefano Siragusa, un ragazzo di 32 anni anch'egli operaio della Forestale. Con Palmeri e Siragusa ci sono anche Antonino Mercadante (42 anni) e Domenico Parisi (42 anni). Palmeri non conosce Domenico Parisi, se non perché sono colleghi di lavoro.
La giornata a Ficuzza prosegue piacevolmente. La squadra che sostenevano vince e una volta terminata la partita, prima di rimettersi in cammino verso Castellammare del Golfo, decidono di festeggiare la vittoria in un bar del paese. 
Finiti i festeggiamenti si dirigono verso casa ma giunti in contrada Pietralunga, una zona di campagna tra le città di Corleone e San Cipirello, la Golf è costretta a rallentare a causa di un incendio divampato ai bordi della carreggiata. 
È proprio in questo momento che scatta l'agguato. La macchina viene raggiunta da una sventagliata di proiettili da calibro 38 e da una
mitraglietta, che esplode almeno 150 colpi. 
Palmeri è seduto nel sedile posteriore e viene attinto da diversi colpi concentrati nell'emitorace anteriore destro, alla regione scapolare sinistra e al braccio sinistro. Questo è quello che registrerà poi il medico legale. Muore così, a 61 anni. Con lui vengono uccisi anche gli altri colleghi presenti nell'auto. Riuscì a salvarsi solamente Antonino Mercadante, che, benché ferito, si finse morto e riuscì a ingannare i killer. Una volta fuggiti gli assassini, Mercadante si fece caricare da un passante per raggiungere la caserma dei Carabinieri di Ficuzza per dare l'allarme dell’accaduto. Intanto, la Golf brucia insieme ai corpi di Gaspare, Stefano Siragusa e Domenico Parisi.

## Vicenda giudiziaria
Le indagini e il processo apertosi nel 2003, grazie alle dichiarazioni di alcuni collaboratori, hanno chiarito che la ragione del triplice omicidio era colpire uno degli occupanti dell'auto, imparentato con il clan Greco di Alcamo che si era contrapposto ai corleonesi di Salvatore Riina. La chiave di tutto è infatti Domenico Parisi cognato di Lorenzo Greco, potente boss alcamese. 
A questa conclusione si arriverà solamente molti anni dopo, perché fino al 2003 il collegamento delle vittime dell’attentato con gli ambienti mafiosi è un pensiero comune, ma non accertato da alcuna prova. La moglie e i figli di Gaspare Palmeri etichettati crudelmente, isolati e abbandonati continuano a rivendicare l’innocenza del loro caro. Fino a quando, 12 anni dopo, grazie alle dichiarazioni di Giovanni Brusca, collaboratore del clan dei corleonesi di Salvatore Riina divenuto collaboratore di giustizia, fa chiarezza sulle vicende accadute il pomeriggio del 18 giugno 1991. Si viene a scoprire finalmente che il vero obiettivo dell’agguato era Domenico Parisi. La vicenda, infatti, accadde nel bel mezzo degli scontri fra i corleonesi di Riina e i Greco di Alcamo. 
Per l'omicidio, l’11 aprile del 2003 la Prima sezione della Corte d'Assise di Palermo ha condannato Giuseppe Agrigento, Simone Benenati, Salvatore Madonia e Salvatore Riina alla pena dell'ergastolo e Giovanni Brusca, divenuto collaboratore di giustizia, alla pena di 14 anni di reclusione.

Nella sentenza, si legge: 
(sentenza dell'11 aprile 2003)

## Onorificenze

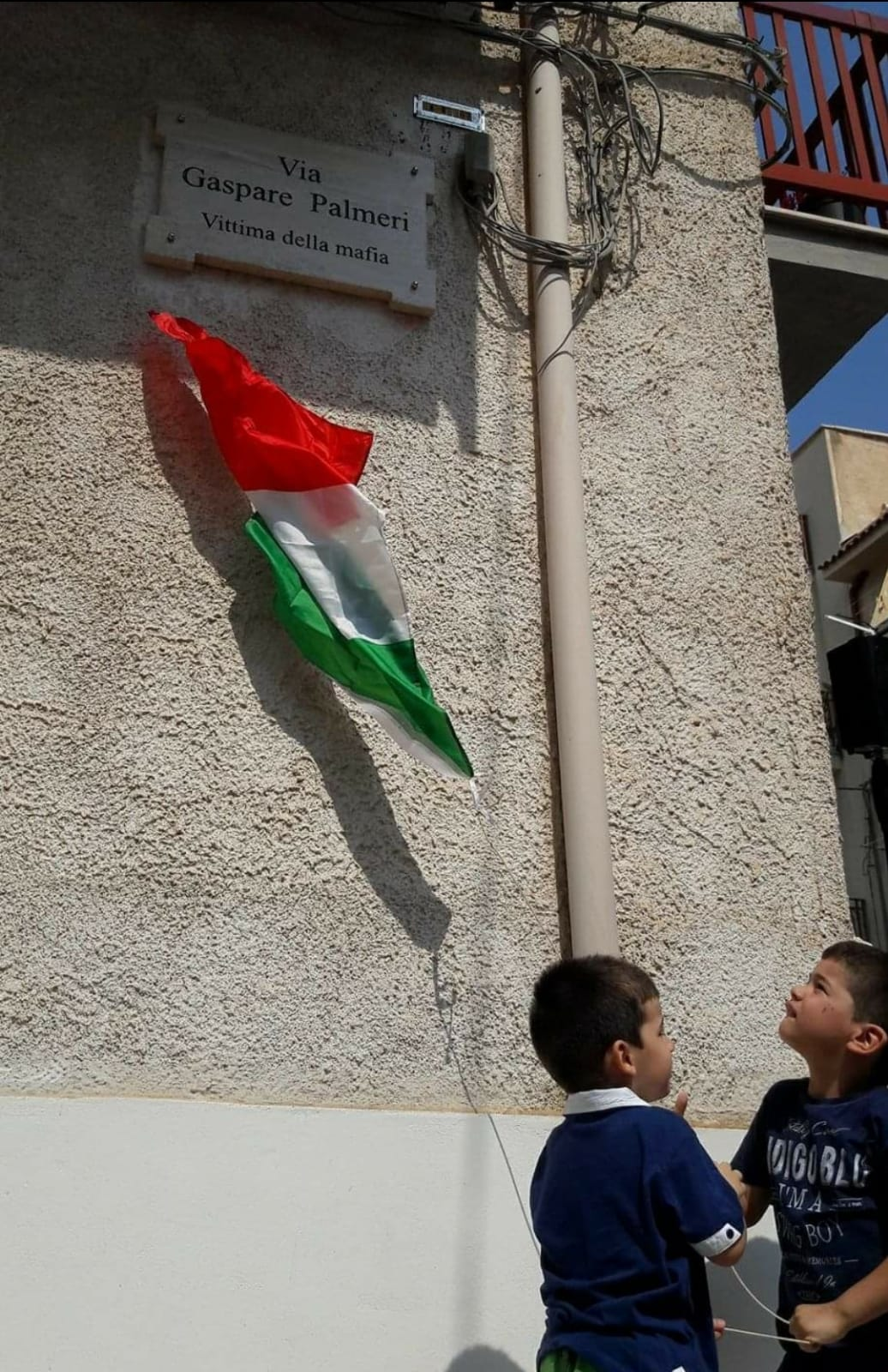
intitolazione di via Gaspare Palmeri (2017)

A Gaspare Palmeri la città di Castellammare del Golfo ha intitolato una via del centro urbano nel 2017.  È stato il nipote, il piccolo Gaspare assieme al fratello Gabriele, a scoprire la targa all'inaugurazione dove è inciso il suo stesso nome: quello del nonno, ucciso ingiustamente dalla mafia.